# Groß-Umstadt
Groß-Umstadt település Németországban, Hessen tartományban. Lakosainak száma 21 018 fő (2023. december 31.). Groß-Umstadt Münster, Babenhausen, Schaafheim, Mömlingen, Breuberg, Höchst i. Odw., Otzberg, Groß-Zimmern és Dieburg községekkel határos.

## Népesség
A település népességének változása:
| Lakosok száma | 21 104 | 21 162 | 21 001 | 21 028 | 21 018 |
|               | 2017   | 2019   | 2021   | 2022   | 2023   |